# Президентский дворец (Любляна)
Президентский дворец (словен. Predsedniška palača), также Дворец правительства (словен. Vladna palača) — представительское здание в Центральном округе Любляны, столицы Словении, официальная резиденция президента, премьер-министра и правительства Словении.

## История
Поскольку после мощного землетрясения 1895 года разбросанные по всему городу (тогда называвшемуся Лайбах, столица австро-венгерской коронной земли Крайна) местные офисы государственных учреждений значительно пострадали, бургомистр Любляны Иван Хрибар и городской совет решили построить новое здание.
Проект был разработан инженером Рудольфом Бауэром (нем. Rudolf Bauer) по эскизам венского архитектора Эмиля фон Фёрстера. Первый камень в основание был положен весной 1897 года, а в эксплуатацию здание было введено в 1898 году.
До 1918 года здесь располагались местные австро-венгерские власти, после создания Королевства Югославия — власти Дравской бановины. После Второй мировой войны здание занимала мэрия Любляны, затем Конституционный суд Словении, а с 1975 года — исполнительный совет Социалистической Республики Словения.
С 1993 года (после распада СФРЮ) здесь расположены офисы президента, премьер-министра и правительства независимой Словении. В том же году здание было объявлено памятником культуры.

## Архитектура
Трёхэтажное строение с двумя атриумами было возведено в неоренессансном стиле. Углы подчеркнуты декоративными башнями. Выходящий на Прешернову улицу главный фасад имеет три подъезда. По сторонам центрального входа установлены статуи работы венского скульптора Йозефа Бейера, символизирующие Власть и Закон.
Здание изначально включало в себя дворцовую капеллу, ныне перестроенную в используемый для официальных приемов «Хрустальный зал» (словен. Kristalna dvorana). В межвоенный период интерьеры дворца были украшены работами словенского художника Антона Гоймира Коса, посвященными истории страны.

## Галерея
- Почтовая открытка 1913 года
- Статуи у центрального входа
- Почётный караул